# Bernard Archard
Bernard Joseph Archard (Fulham, 20 agosto 1916 – Somerset, 1º maggio 2008) è stato un attore britannico.
Fu obiettore di coscienza durante la seconda guerra mondiale.

## Filmografia parziale

### Cinema
- Prima dell'anestesia (Corridors of Blood), regia di Robert Day (1958)
- Operazione Scotland Yard (The Secret Man), regia di Ronald Kinnoch (1958)
- Il villaggio dei dannati (Village of the Damned), regia di Wolf Rilla (1960)
- Parola d'ordine: coraggio (The Password Is Courage), regia di Andrew L. Stone (1962)
- I cinque volti dell'assassino (The List of Adrian Messenger), regia di John Huston (1963)
- La spia dal naso freddo (The Spy with a Cold Nose), regia di Daniel Petrie (1966)
- I sette senza gloria (Play Dirty), regia di André De Toth (1969)
- Quel maledetto ispettore Novak (The File of the Golden Goose), regia di Sam Wanamaker (1969)
- Run a Crooked Mile, regia di Gene Levitt (1969) - film tv
- Frammenti di paura (Fragment of Fear), regia di Richard C. Sarafian (1970)
- Gli orrori di Frankenstein (The Horror of Frankenstein), regia di Jimmy Sangster (1970)
- Macbeth (The Tragedy of Macbeth), regia di Roman Polański (1971)
- Dad's Army, regia di Norman Cohen (1971)
- Il giorno dello sciacallo (The Day of the Jackal), regia di Fred Zinnemann (1973)
- La linea d'ombra (Smuga cienia), regia di Andrzej Wajda (1976)
- L'oca selvaggia colpisce ancora (The Sea Wolves), regia di Andrew V. McLaglen (1980)
- Krull, regia di Peter Yates (1983)
- Allan Quatermain e le miniere di re Salomone (King Solomon's Mines), regia di J. Lee Thompson (1985)
- L'agenda nascosta (Hidden Agenda), regia di Ken Loach (1990)

### Televisione
- I gialli di Edgar Wallace (The Edgar Wallace Mystery Theatre) – serie TV, 4 episodi (1961-1964)

## Doppiatori italiani
- Gualtiero De Angelis in I cinque volti dell'assassino
- Luciano De Ambrosis in Krull